# Elżbieta Łucja Sieniawska
Elżbieta Łucja Sieniawska z domu Gostomska herbu Nałęcz (ur. 13 grudnia 1573, zm. 20 września 1624 w Radawcu) – marszałkowa nadworna koronna, fundatorka benedyktynek w Sandomierzu.

## Życiorys
Była jedynym dzieckiem wojewody rawskiego Anzelma Gostomskiego z jego czwartego małżeństwa z Zofią Szczawińską. Dzieciństwo spędziła głównie w Sieprcu (Sierpcu) pod opieką matki. W 1587 matka w obawie przed porwaniem urodziwej i posażnej córki przez starających się o nią konkurentów, oddała ją pod opiekę Anny Jagiellonki. W 1590 mimo awersji do małżeństwa poślubiła kalwinistę Prokopa Sieniawskiego, wówczas podczaszego nadwornego, którego na małżonka wybrali dla niej królowa Anna oraz krewni. Zostawszy wdową w 1596 ku niezadowoleniu krewnych, zdecydowanie odrzuciła wszystkie propozycje ponownego małżeństwa. Skoncentrowała się na doskonaleniu osobistym oraz umacnianiu wiary i pobożności swojego otoczenia. Nie dopuszczała w swym otoczeniu zabaw, tańców oraz muzyki świeckiej. Surowo przestrzegała zasad obyczajności. Osobiście stroniła od wszelkich okazji towarzyskich, a jedynym od tego odstępstwem była jej obecność na weselu króla Zygmunta III Wazy, którego była wielką zwolenniczką. Czas spędzała na modlitwach, nabożeństwach, a także nocnych czuwaniach, imała się ciężkiej pracy i poniżających posług. Tryb życia Sieniawskiej doprowadzał do wyniszczenia jej organizmu i częstych chorób, przy czym jej wstydliwość wykluczała zasięganie porady lekarskiej. Przy dolegliwościach serca stosowała wodę święconą, której przypisywała moc uzdrawiającą. Postępowanie to budziło sprzeciw nawet otaczających ją duchownych, którzy starali się powstrzymywać ją od nadmiernej ascezy. Jako orędowniczka unii brzeskiej usuwała ze swych dóbr duchownych prawosławnych. Z przyczyn religijnych wrogo traktowała Żydów. Gorliwość religijna nie przeszkadzała jej dbać o sprawy materialne. Z powodzeniem zarządzała posiadanym majątkiem, likwidując znaczne długi pozostawione przez męża. W 1607 przeznaczyła na budowę kościoła jezuickiego we Lwowie 40 tysięcy zabezpieczone na Dobrzanach, Brodach i Krasowie, wypłacając pierwszą ratę 17 tysięcy, co umożliwiło jezuitom rozpoczęcie budowy kościoła, w 1615 przekazała kolejne pieniądze na drukarnię i bibliotekę. Równocześnie na wyposażenie przyszłego kościoła gromadziła bogate szaty oraz sprzęty liturgiczne, w testamencie wraz z bogatą biżuterią przekazała jezuitom lwowskim. We wrześniu 1610 oddała swoje córki Zofię i Elżbietę (zm. 1611) do zakonu benedyktynek w Chełmnie, urzeczywistniając powzięty od dawna zamiar poświęcenia ich Bogu, ku czemu prowadził surowy rygor w jakim je wychowywała. Podróż z Ratna w obawie przed krewnymi, którzy sprzeciwiali się wstąpieniu jej córek do klasztoru odbyła w tajemnicy. W drodze zmieniła marszrutę, a przybywszy do Chełmna spowodowała  wystarawszy się o dyspensę natychmiastowe przyjęcie Zofii i Elżbiety do nowicjatu. W 1614 uzyskała zgodę papieża Pawła V, króla Zygmunta III, a także biskupa krakowskiego Piotra Tylickiego, krakowskiego na zbudowanie klasztoru Benedyktynek w Sandomierzu.  W tym samym roku będąc w Chełmnie, wymogła na córce, jedynej dziedziczce rodzinnego majątku, prawo dysponowania nim w jej imieniu i zawarła umowę z ksienią klasztoru chełmińskiego Magdaleną Mortęską, która zobowiązała się przysłać do Sandomierza Zofię oraz 12 zakonnic. Słynąc z  despotycznego usposobienia, nieustannie wtrącała się w sprawy nowego klasztoru. 23 września 1617 została napadnięta przez  Tatarów pchnięta szablą i porzucona, nieprzytomną przed zatonięciem w rzece uratowali chłopi. W 1618 odbyła dziękczynną pielgrzymkę do Częstochowy i złożyła przed cudownym obrazem srebrną tablicę z wyobrażeniem własnej klęczącej postaci i pamiątkowym napisem, zaś dzień swego, jak uważała, cudownego ocalenia, czciła do końca życia poprzez dodatkowe nabożeństwo i licznie rozdawane jałmużny. 9 września 1624 uczestniczyła już będąc poważnie chora w ceremonii córki benedykcji ksieni Następnie w towarzystwie Zofii wyjechała do Lublina celem zasięgnięcia porady lekarskiej.
Zmarła w czasie podróży 20 września 1624 w Radawcu. Ciało zostało przewiezione do kościoła Jezuitów w Lublinie, gdzie odbyło się nabożeństwo żałobne. 14 listopada rozpoczęły się trzydniowe uroczystości pogrzebowe w kościele Jezuitów we Lwowie. Jzuici złożyli jej zwłoki w tymczasowej kaplicy, a w 1630 zostały przeniesione do podziemi nowo wybudowanego kościoła św. Piotra i Pawła.